# Arttu Mäkiaho
Arttu Mäkiaho (* 16. September 1997 in Kajaani) ist ein finnischer Nordischer Kombinierer.

## Werdegang
Continental-Cup 2013–2015
Mäkiaho startete seine Laufbahn als Nordischer Kombinierer im Januar 2013 im Continental-Cup und ließ bereits zwei Wochen darauf bei den Nordischen Junioren-Skiweltmeisterschaften 2013 mit einem dreizehnten Platz im 10-km-Gundersen-Lauf aufhorchen. Im weiteren Saisonverlauf des Continental-Cups gelangen ihm jedoch keine herausragenden Platzierungen mehr. In den Jahren 2014 bis 2016 startete er wechselweise im Continental-Cup und im Weltcup und erreichte seine beste Platzierung beim Continental-Cup-Rennen in Ramsau am Dachstein, wo er im Februar 2016 beim 10-km-Gundersen-Lauf einen sechsten Gesamtrang erreichte. Weitere gute Ergebnisse waren zwei vierte Plätze in der Teamverfolgung mit der Mannschaft bei den Nordischen Junioren-Skiweltmeisterschaften 2014 in Val di Fiemme sowie den Nordischen Junioren-Skiweltmeisterschaften 2015 in Almaty.
Erste Weltcup-Punkte und Juniorenweltmeistertitel

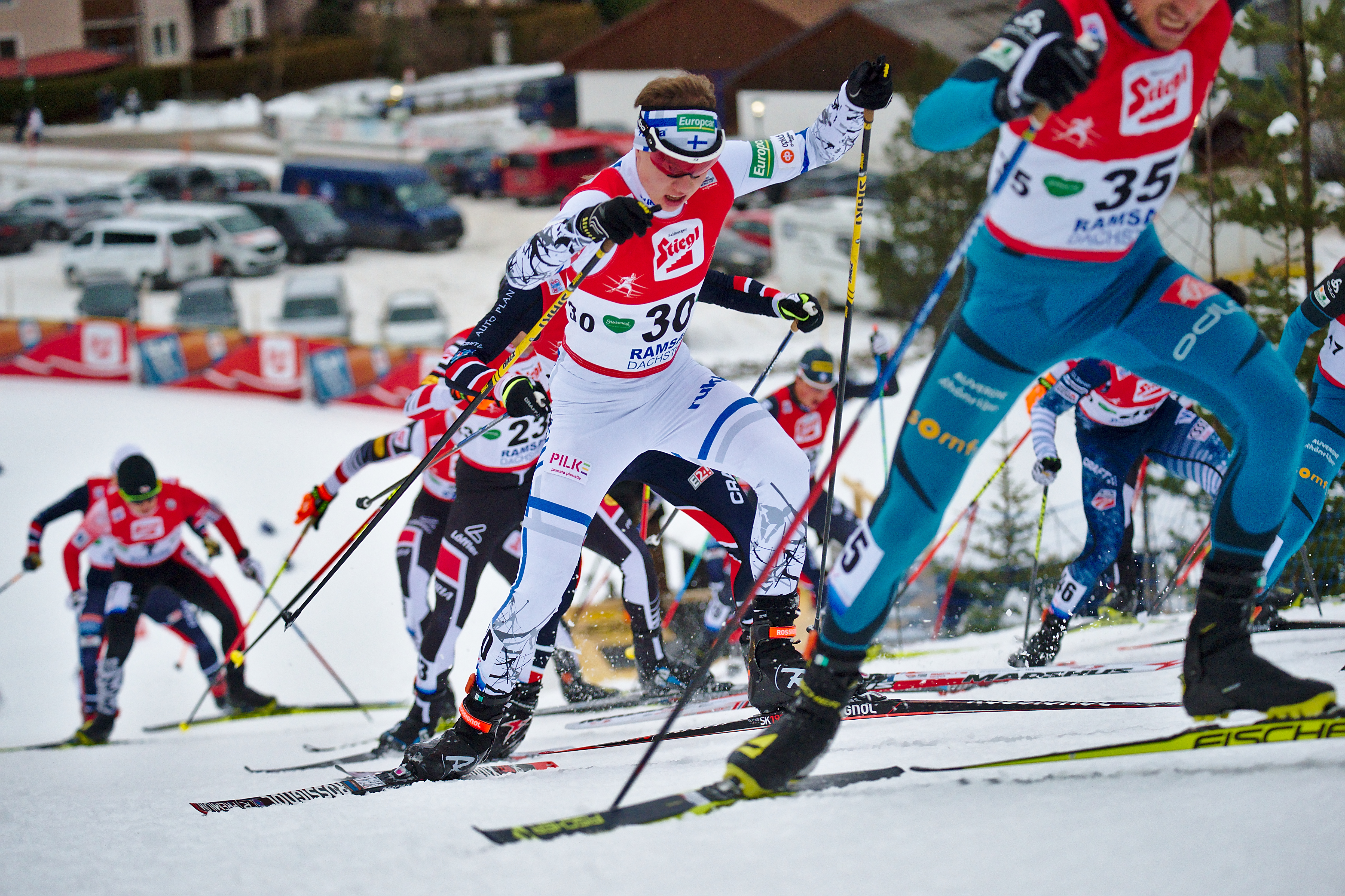
Mäkiaho beim Weltcup in Ramsau am Dachstein 2016

Die Saison 2016/17 brachte ihm einen festen Startplatz im finnischen Weltcup-Team ein. Diese Nominierung rechtfertigte er gleich beim Auftaktbewerb in Lillehammer, wo er zusammen mit Ilkka Herola, Eero Hirvonen und Leevi Mutru einen sehr guten vierten Gesamtrang in der 4 × 5-km-Staffel erreichte. Bei den beiden Einzelrennen über 10 km nach Gundersen in Ramsau am Dachstein im Dezember 2016 konnte er seine Leistungen stabilisieren und landete beide Male in den Punkterängen. Im Februar 2017 nahm Mäkiaho erneut an den Nordischen Junioren-Skiweltmeisterschaften in Park City teil. Dabei wurde er im Gundersen Einzel über 10 km Juniorenweltmeister, wohingegen er den Titel im Sprint als Zweiter nur knapp verpasste. Mit dem Team belegte er den vierten Rang. Wenige Wochen später wurde er für die Nordischen Skiweltmeisterschaften im heimischen Lahti nominiert, kam aber nur beim Gundersen-Wettkampf von der Normalschanze zum Einsatz, bei dem er den 38. Platz erreichte.
Fester Bestandteil des Weltcup-Teams
Im Winter 2017/18 war Mäkiaho fester Bestandteil des finnischen Weltcup-Teams. Direkt am ersten Wettkampf-Wochenende Ende November 2017 erreichte er mit dem zehnten Rang in Ruka erstmals die Top 10 im Einzel. In den folgenden Wochen gewann er regelmäßig Weltcup-Punkte und erzielte darüber hinaus auch mit dem Team Erfolge. So erreichte er gemeinsam mit Leevi Mutru, Ilkka Herola und Eero Hirvonen den dritten Rang in Chaux-Neuve. Bei den Olympischen Winterspielen 2018 in Pyeongchang belegte er den 38. Platz von der Großschanze sowie den 36. Platz von der Normalschanze.
In der Weltcup-Saison 2018/19 hatte Mäkiaho immer wieder Schwierigkeiten, die Punkteränge zu erreichen. Dennoch gehörte er zu den besten Finnen, sodass er als Teilnehmer bei den Nordischen Skiweltmeisterschaften 2019 in Seefeld in Tirol registriert wurde. Gemeinsam mit Mutru, Herola und Hirvonen belegte er beim Teamwettkampf den fünften Rang.

## Statistik

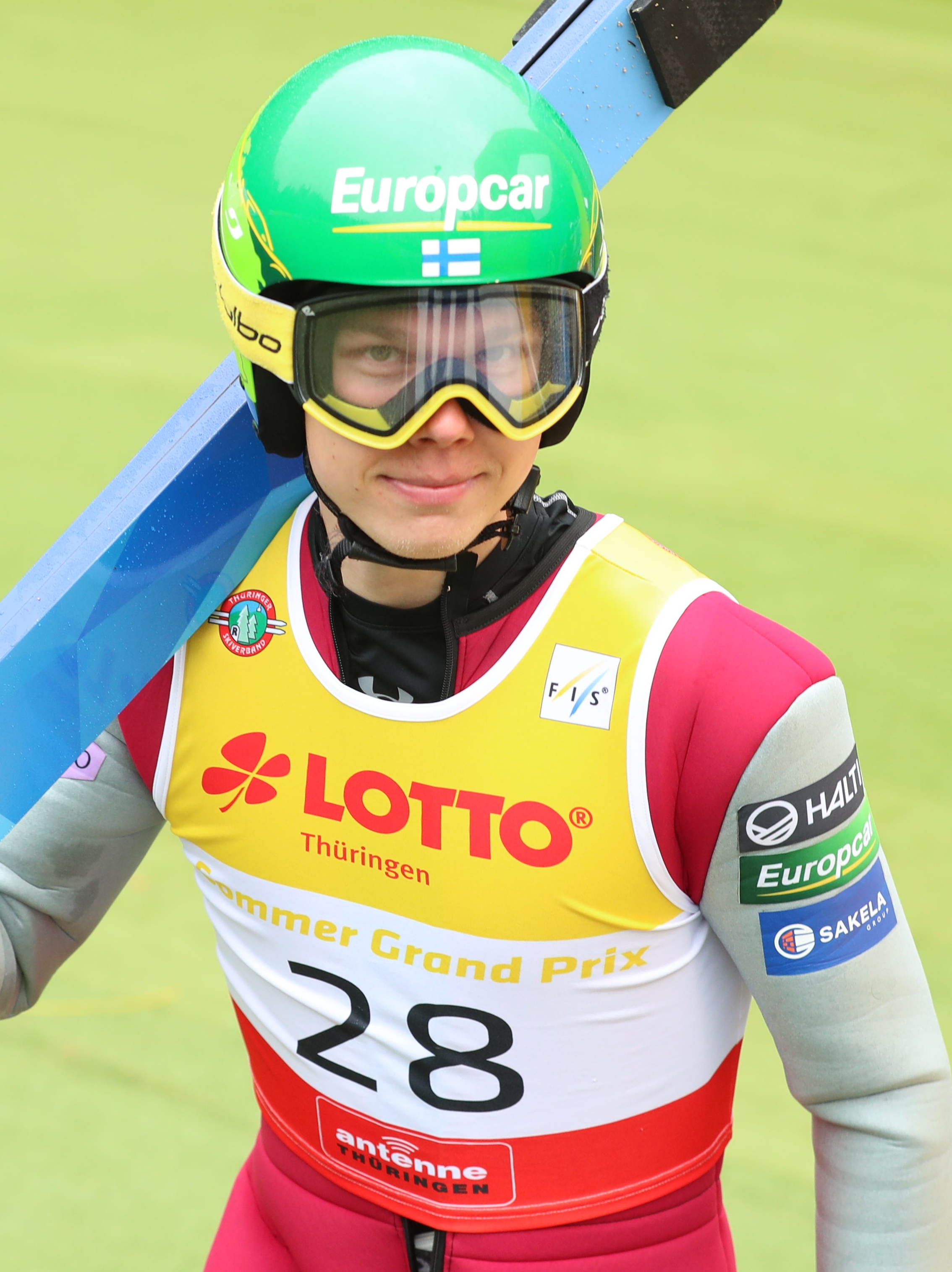
Mäkiaho beim Sommer Grand Prix 2021 in Oberhof und Steinbach-Hallenberg

### Teilnahmen an Olympischen Winterspielen
| Jahr und Ort     | Wettbewerb   | Wettbewerb   | Wettbewerb | Wettbewerb |
| Jahr und Ort     | Gundersen NS | Gundersen GS | Team       |            |
| ---------------- | ------------ | ------------ | ---------- | ---------- |
| 2018 Pyeongchang | 36.          | 38.          | –          |            |
| 2022 Peking      | 23.          | 24.          | 08.        |            |

### Teilnahmen an Weltmeisterschaften
| Jahr und Ort | Wettbewerb   | Wettbewerb   | Wettbewerb | Wettbewerb | Wettbewerb |
| Jahr und Ort | Gundersen NS | Gundersen GS | Team       | Teamsprint | Mixed-Team |
| ------------ | ------------ | ------------ | ---------- | ---------- | ---------- |
| 2017 Lathi   | 38.          | –            | –          | –          | —          |
| 2019 Seefeld | 31.          | 23.          | –          | 05.        | —          |
| 2023 Planica | 22.          | –            | 05.        | —          | –          |

### Weltcup-Platzierungen
| Saison  | Platz | Punkte |
| ------- | ----- | ------ |
| 2016/17 | 58.   | 015    |
| 2017/18 | 34.   | 096    |
| 2018/19 | 39.   | 062    |
| 2021/22 | 38.   | 047    |
| 2023/24 | 43.   | 094    |

### Continental-Cup-Platzierungen
| Saison  | Platz | Punkte |
| ------- | ----- | ------ |
| 2012/13 | 076.  | 024    |
| 2013/14 | 034.  | 078    |
| 2014/15 | 102.  | 002    |
| 2015/16 | 021.  | 168    |
| 2019/20 | 026.  | 159    |